# Seattle SuperSonics
Seattle SuperSonics ili Seattle Sonics je ugasla američka profesionalna košarkaška momčad iz grada Seattlea, savezna država Washington. Momčad je osnovana 1966. godine, a nastupala je u NBA ligi od sezone 1967./68. do sezone 2007./08. Jedini naslov prvaka osvojen je 1979. pod vodstvom trenera Lennyja Wilkensa, kada su u finalu pobijeđeni Washington Bulletsi.
U ljeto 2008. vlasnik Sonicsa, Clayton Bennett, nakon spora s gradskim vlastima Seattlea, preselio je ekipu u Oklahoma City, gdje nastupa pod novim imenom Oklahoma City Thunder.

## Poznati igrači
- Ray Allen
- Dale Ellis
- Spencer Haywood
- Shawn Kemp
- Rashard Lewis
- Xavier McDaniel
- Nate McMillan
- Gary Payton
- Jack Sikma
- Lenny Wilkens (igrač i trener)
- Kevin Durant

## Poznati treneri
- George Karl

## Dvorane
- KeyArena (bivši Seattle Center Coliseum) 1967. – 1978., 1985. – 1994., 1995. – 2008.
- The Kingdome 1978. – 1985.
- Tacoma Dome 1994. – 1995. (za vrijeme preuređivanja dvorane KeyArena)

## Vanjske poveznice
- (engl.) Oklahoma City Thunder službene internet stranice